# Seisetsu Shōchō
Seisetsu Shōchō (Ch'ing-cho Cheng-ch'eng) (1274–1339) est un missionnaire bouddhiste chinois actif au Japon.
Disciple de Ku-lin Ch'ing-mao de l'école du bouddhisme Rinzai, Seisetsu adhère au mouvement gozan, qui soumet pratiques religieuses à l'autorité laïque.
Seisetsu émigre au Japon en 1326 avec trois disciples. Indifférent à l'adhésion du clergé bouddhiste local aux coutumes japonaises traditionnelles, il met en place dans le bouddhisme zen des réformes majeures basées sur les pratiques chinoises. Il voyage beaucoup et visite Kamakura, Kyoto et le Nanzen-ji dont il est prêtre pendant une période. Il compile le Daikan Shingi, traité consacré à l'étiquette et aux pratiques bouddhistes comme guide pour les prêtres japonais. Mentor d'Ogasawara Sadamune, Seisetsu joue un rôle important dans le monde séculier.

## Source de la traduction
- (en) Cet article est partiellement ou en totalité issu de l’article de Wikipédia en anglais intitulé « Seisetsu Shōchō » (voir la liste des auteurs).